# Antoni Pellicer
Antoni Pellicer Paraire (Barcelona, 23 de febrero de 1851-Buenos Aires, 14 de abril de 1916) fue un tipógrafo y escritor español en lengua catalana, de ideas anarquistas.

## Biografía
Nació en Barcelona  el 23 de febrero de 1851. Sobrino del pintor y político Josep Lluís Pellicer y primo hermano de Rafael Farga Pellicer. Trabajó como tipógrafo desde los once años. De tendencias bakunistas, se afilió a la Federación Regional Española de la AIT; en 1869 fue nombrado secretario de la Unión de Noógrafos de Barcelona y de la federación aliancista.
Entre 1871 y 1875 residió en México, Cuba y Estados Unidos, exiliado, según parece. De nuevo en Barcelona, en 1879 participó en la fundación de la Sociedad Tipográfica y en la constitución de la Federación de Trabajadores de la Región Española (FTRE) en Barcelona en septiembre de 1881, de la que formó parte de la comisión federal. También participó en la fundación de la sociedad "La Solidaria" escindida de la Sociedad Tipográfica en el 1881. Participó asimismo en la formación de la Unión de Obreros Tipógrafos (1883). Asistió al congreso de Sevilla de la FTRE, siendo miembro de la comisión federal, posicionándose al lado de grupos anarcocolectivistas junto a su primo Rafael Farga y Josep Llunas, entre otros. Alrededor de 1890 ingresó en la masonería, al igual que otros internacionalistas.
Dirigió el semanario Acracia de 1886 a 1888, participando en comités de dirección y redacción de otros diarios como La Crónica de los Trabajadores, La Revolución Social, Revista Social o El productor, contando con importantes colaboradores como Ricardo Mella. En 1891 marchó a Buenos Aires donde dirigió las revistas profesionales La Tarjeta Postal, La Noografía  y el Éxito Gráfico y fue presidente del Instituto Argentino de las Artes Gráficas. Por influencia suya se fundó la escuela de tipografía argentina.
Nunca abandonó la militancia anarquista. En 1899 publicó un artículo en Ciencia Social. Trabajó en el Congreso de fundación de la FORA (1901). Escribió doce artículos para La Protesta sobre la organización obrera, a la que sintetizaba como organización económico-social y revolucionaria, antiautoritaria, federal, comunal e internacionalista. En mayo de 1901 participó como orador en un mitin del sindicato de albañiles. Falleció en abril de 1916 en Buenos Aires.

## Obras
Como escritor, escribió en catalán algunas piezas de teatro obrerista:
- En lo ball,
- Celos,
- Jo vaig,
- La mort de la proletària,
- Sense Esperança

Participó en la redacción de la obra:
- Garibaldi. Historia liberal del siglo XIX

Es el autor de:
- Conferencias populares sobre sociología